# Dongmiao
Dongmiao (kinesiska: 东庙乡, 东庙) är en socken i Kina. Den ligger i den autonoma regionen Guangxi, i den södra delen av landet, omkring 130 kilometer norr om regionhuvudstaden Nanning. Antalet invånare är 22185. Befolkningen består av 11 110 kvinnor och 11 075 män. Barn under 15 år utgör 25,0 %, vuxna 15-64 år 63 %, och äldre över 65 år 11,0 %.
Genomsnittlig årsnederbörd är 1 772 millimeter. Den regnigaste månaden är juni, med i genomsnitt 297 mm nederbörd, och den torraste är februari, med 35 mm nederbörd.